# Seth Godin

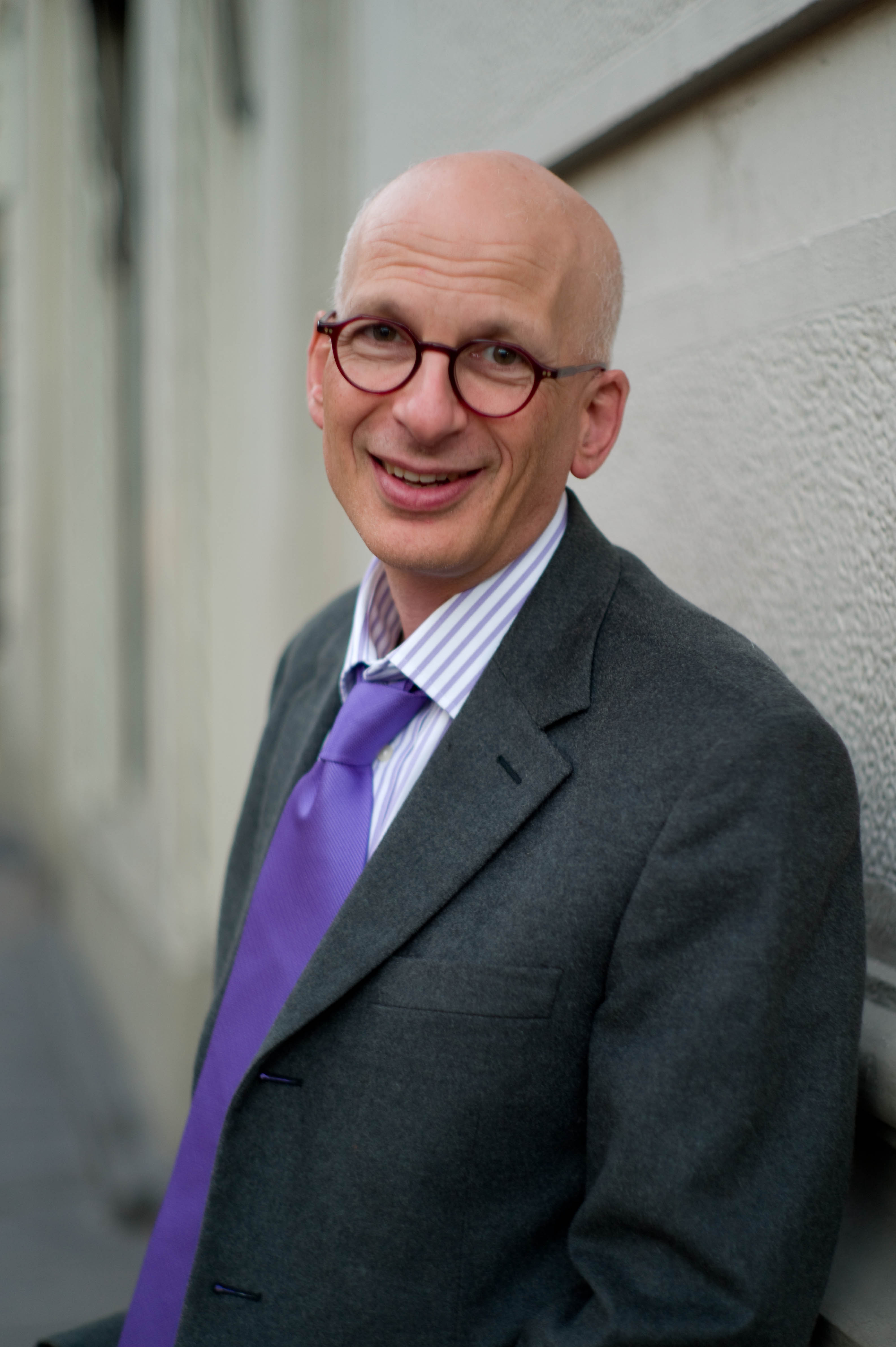
Seth Godin (2009)

Seth Godin (* 10. Juli 1960 in New York, New York, USA) ist ein US-amerikanischer Autor und Unternehmer.

## Leben und Wirken
Godin studierte an der Tufts University (Abschluss 1979) und der Stanford Graduate School of Business (MBA 1984).
Nach dem Studium arbeitete er zunächst bei der Softwarefirma Spinnaker Software, wo er als Produktmanager zusammen mit dem Spieleentwickler Byron Preiss an der Entstehung der Adventure-Computerspiele von Spinnakers Tochterunternehmen Telarium und Windham Classics beteiligt war. 1986 gründete Godin eine Book-Packaging-Firma. Weitere Firmengründungen folgten unter anderem in den Bereichen Online-Marketing und Online-Community. 2015 gründete er die heutige Non-Profit-Organisation Akimbo, die unternehmerische Intensivkurse und kollaborative Workshops anbietet.
Als Autor verfasste Godin Sachbücher zu Internet- und Marketing-Themen, die in mehrere Sprachen übersetzt wurden. Sein Buch Free Prize Inside war 2004 auf der Liste der 10 Business Books of the Year des Wirtschaftsmagazins Forbes Magazine.

## Werke (Auswahl)
- The Smiley Dictionary, Peachpit Press 1993
- eMarketing: Reaping Profits on the Information Highway, Berkley Pub. Group 1995
- Permission marketing: turning strangers into friends, and friends into customers, Simon & Schuster 1999
- Purple Cow: Transform Your Business by Being Remarkable, Portfolio 2003
- Free Prize Inside!: The Next Big Marketing Idea, Penguin books USA 2004
- All Marketers Are Liars: The Power of Telling Authentic Stories in a Low-Trust World, Portfolio 2005
- The Big Moo: Stop Trying to be Perfect and Start Being Remarkable, Portfolio 2005
- Small Is the New Big: and 193 Other Riffs, Rants, and Remarkable Business Ideas, Portfolio 2006
- The Dip: A Little Book That Teaches You When to Quit (and When to Stick), Portfolio 2007
- Tribes: We need you to lead us, Portfolio 2008
- Linchpin, Portfolio Hardcover 2010
- Poke the box, The Domino Project 2011
- We Are All Weird, The Domino Project 2011
- V Is for Vulnerable: Life Outside the Comfort Zone, Portfolio Hardcover 2012
- Whatcha Gonna Do with That Duck?: And Other Provocations, Portfolio Hardcover 2012
- The Icarus Deception: How High Will You Fly?, Portfolio Hardcover 2012